# Маракуца, Григорий Степанович
Григо́рий Степа́нович Маракуца (род. 15 октября 1942, с. Тея, Григориопольский район, Молдавская ССР, СССР) — государственный и политический деятель Приднестровской Молдавской Республики. Председатель Верховного Совета Приднестровской Молдавской Республики I—III созывов с 30 января 1991 по 21 декабря 2005.

## Биография
Родился 15 октября 1942 в селе Тея Григориопольского района Молдавской ССР.

### Образование
До 7 класса учился в молдавской школе в родном селе, после — в русской школе села Парканы Слободзейского района, которую окончил в 1960.
В 1961 окончил Дубоссарское училище механизации сельского хозяйства (ныне — Дубоссарский индустриальный техникум).
В 1968 окончил Целиноградский сельскохозяйственный институт по специальности «инженер-электрик».
Доктор юридических наук, доктор философии, профессор, академик Российской академии естественных наук.

### Трудовая деятельность
После окончания Дубоссарского училища механизации сельского хозяйства уехал на Целину. Работал трактористом, комбайнёром в Карагандинской области Казахской ССР.
С 1968 по 1969 — после окончания Целиноградского сельскохозяйственного института — главный энергетик учебно-опытного хозяйства института.
С 1969 по 1971 — старший инженер по эксплуатации и технике безопасности Целиноградской ТЭЦ.
С 1971 по 1973 — главный инженер Каменских районных электросетей, заместитель начальника Каменской РЭС.
С 1973 по 1975 — заведующий промышленным отделом Каменского райкома Компартии Молдавии.
С 1975 по 1981 — председатель Каменского Межколхозсада.
С 1981 по 1991 — заместитель председателя Каменского райисполкома, первый секретарь Каменского райкома партии, член ЦК Компартии Молдавии.
С 1990 по 2005 — депутат Верховного совета Приднестровской Молдавской Республики.
С 30 января 1991 по 21 декабря 2005 — Председатель Верховного Совета Приднестровской Молдавской Республики (до 5 ноября 1991 — Председатель Верховного Совета Приднестровской Молдавской Советской Социалистической Республики).
В период деятельности Маракуцы на посту Председателя Верховного Совета были разработаны и приняты Конституция и основополагающие законы становления и развития Приднестровской Молдавской Республики, органов местного самоуправления, Закон ПМР «О статусе столицы Приднестровской Молдавской Республики». Как Председатель Верховного Совета Маракуца знал о проблемах и наиболее важных задачах, стоящих перед Республикой и городским хозяйством, оказывал помощь и поддержку в их решении. Постоянно встречался с трудовыми коллективами.
Решением № 1 12-й сессии Тираспольского городского Совета народных депутатов XXIV созыва от 27 сентября 2012 Григорию Маракуце было присвоено звание «Почётный гражданин города Тирасполь».
С 2005 по ? — специальный представитель Верховного Совета ПМР по межпарламентским связям.
В 2006 был избран Генеральным секретарём Межпарламентской Ассамблеи непризнанных государств на территории бывшего СССР, в данной должности работает по настоящее время.

### Президентские выборы 2016 года
18 октября 2016 Григорий Маракуца объявил о своем намерении участвовать в выборах Президента 2016 года, однако ЦИК отказал в регистрации.

## Семья
Женат. Есть два сына.

## Награды
Награды СССР
- Медаль «За освоение целинных земель»

Награды ПМР
- Орден Республики (30 августа 1995) — за большой личный вклад в создание, организацию и развитие Приднестровской Молдавской Республики и в связи с 5-й годовщиной её образования[4]
- Орден «За заслуги» I степени (15 октября 2012) — за заслуги в становлении и развитии государственности Приднестровской Молдавской Республики, активную общественную деятельность, многолетний добросовестный труд, высокие организаторские и профессиональные способности и в связи с 70-летием[5]
- Орден «За заслуги» II степени (19 декабря 2007)— за заслуги в становлении и развитии государственности Приднестровской Молдавской Республики, активную общественную деятельность, многолетний добросовестный труд, высокий профессионализм и в связи с Днем Конституции Приднестровской Молдавской Республики[6]
- Орден Почёта (24 сентября 2002) — за большой личный вклад в становление и развитие Приднестровской Молдавской Республики, активную государственную и общественную деятельность и в связи с 60-летием со дня рождения[7]
- Орден «Трудовая Слава» (24 августа 2006) — за большой вклад в становление и развитие Приднестровской Молдавской Республики, активную общественную и профессиональную деятельность и в связи с 16-й годовщиной со дня образования Приднестровской Молдавской Республики[8]
- Медаль «За безупречную службу» III степени (14 августа 2001) — за многолетний, добросовестный труд[9]
- Медаль «Участнику миротворческой операции в Приднестровье» (29 июля 2002) — за активную поддержку и оказание помощи Миротворческим Силам в проведении мероприятий по установлению и поддержанию мира и в связи с 10-летием со дня начала Миротворческой операции в Приднестровье[10]
- Медаль «10 лет Приднестровской Молдавской Республике» (17 августа 2000) — за активное участие в становлении, защите и строительстве Приднестровской Молдавской Республики и в связи с 10-й годовщиной со дня образования[11]
- Медаль «10 лет Вооружённым Силам Приднестровской Молдавской Республики» (31 августа 2001) — за личный вклад в создание Вооружённых Сил Приднестровской Молдавской Республики, повышение их боеспособности по защите независимости Республики и в связи с 10-й годовщиной образования Вооружённых Сил Приднестровской Молдавской Республики[12]
- Медаль «За заслуги в миротворческой операции» (30 июля 2012) — за активное участие в мероприятиях по установлению и поддержанию мира в Приднестровской Молдавской Республике, личный вклад в укрепление и развитие российско-приднестровских отношений и в связи с 20-летием со дня ввода Миротворческих сил Российской Федерации в Приднестровье[13]
- Почётный гражданин города Тирасполь (27 сентября 2012)[14]

Иностранные награды
- Орден Дружбы (10 июня 2008, Россия) — за большой вклад в проведение политики, направленной на укрепление межнационального согласия и развитие дружественных отношений между народами[15]
- Орден Дружбы (7 ноября 2012, Южная Осетия) — за заслуги в развитии дружественных отношений между народами, большой вклад в укрепление межпарламентских связей Республики Южная Осетия и Приднестровской Молдавской Республики и в связи с 70-летием со дня рождения[16]

Конфессиональные награды
- Орден Святого благоверного князя Даниила Московского III степени (2000, РПЦ)[17]
- Орден Преподобного Сергия Радонежского II степени (2007, РПЦ)[18]